# Френк Боргі
Френк Боргі (англ. Frank Borghi, 9 квітня 1925, Сент-Луїс — 2 лютого 2015, Сент-Луїс) — американський футболіст, що грав на позиції воротаря за клуб «Сент-Луїс Сімпкінс-Форд», а також національну збірну США.

## Біографія
Народився в Сент-Луїсі, в родині італійських іммігрантів. У роки Другої світової війни він служив польовим лікарем. Починав свою професійну спортивну кар'єру в якості бейсболіста, але через деякий час перейшов в футбол. Він став воротарем, оскільки, як він сам вважав, йому бракувало уміння грати на інших позиціях. Будучи воротарем, він практично не грав ногами, надаючи право удару від воріт польовим гравцям. Під час матчу він завжди вводив м'яч у гру руками.

## Клубна кар'єра
У футболі відомий виступами за команду «Сент-Луїс Сімпкінс-Форд» і вигравав з ним Кубок країни в 1948 і 1950 роках. 

## Виступи за збірну
1949 року дебютував в офіційних матчах у складі національної збірної США. Протягом кар'єри у національній команді, яка тривала 6 років, провів у її формі 9 матчів.
У складі збірної був учасником чемпіонату світу 1950 року у Бразилії, де зіграв з Іспанією (1-3), з Англією (1-0) і з Чилі (2-5). 
Перемога збірної США над родоначальниками футболу (1-0) виявилася сенсаційною, а учасники того матчу, включаючи Френка, стали національними героями. Після матчу Френк залишав поле на плечах партнерів по команді.
Помер 2 лютого 2015 року на 90-му році життя у місті Сент-Луїс.

## У культурі
У фільмі 2005 року «Гра їхнього життя» роль Френка Боргі виконав актор Джерард Батлер.